# Russisch Roulette (Album)
Russisch Roulette ist das vierte Soloalbum des deutschen Rappers Haftbefehl. Es erschien am 28. November 2014 über die zur Universal Music Group gehörenden Labels Azzlackz und Urban als Standard- und Deluxe-Edition, inklusive Remixversion und Instrumentals.

## Produktion
Das Album wurde größtenteils von dem deutschen Musikproduzenten Bazzazian produziert, der an zwölf der 14 Songs auf der Standard-Edition beteiligt war. Weitere involvierte Produzenten sind Farhot, Jimmy Torrio, Fantomm, Therapy 2093, Minelli, Steddy und Sti. Zudem wurde ein Lied der Deluxe-Edition von den Bounce Brothas produziert.

## Covergestaltung
Das Albumcover ist schwarz-weiß gehalten und zeigt Haftbefehl, der den Betrachter ernst anblickt und eine Patrone vor sein Auge hält. Er ist schwarz gekleidet und trägt eine große Halskette. Im unteren Bildteil befinden sich die Schriftzüge Haftbefehl und Russisch Roulette in Weiß bzw. Schwarz. Der Hintergrund ist dunkel gehalten.

## Gastbeiträge
Auf zwei Liedern der Standard-Version sind neben Haftbefehl weitere Künstler vertreten. So hat die Sängerin Miss Platnum einen Gastauftritt bei Anna Kournikova, während der französische Rapper Kaaris auf Haram Para zu hören ist. Dagegen enthält die Deluxe-Edition Remixversionen, auf denen Haftbefehl mit zahlreichen anderen Rappern zusammenarbeitet, darunter Capo, Hanybal, Doe, K.I.Z, Samy Deluxe, Sido, Marteria, Eko Fresh, Olexesh, Milonair, Xatar, Veysel, Celo & Abdi, MoTrip und Bausa.

## Titelliste
| #  | Titel                         | Gastmusiker  | Produzenten                            | Länge |
| -- | ----------------------------- | ------------ | -------------------------------------- | ----- |
| 1  | Ihr Hurensöhne                |              | Bazzazian                              | 2:59  |
| 2  | 1999 Pt. I                    |              | Bazzazian                              | 1:34  |
| 3  | Lass die Affen aus’m Zoo      |              | Bazzazian                              | 3:27  |
| 4  | Saudi Arabi Money Rich        |              | Farhot                                 | 2:48  |
| 5  | Ich rolle mit meim Besten     |              | Bazzazian                              | 3:09  |
| 6  | Engel im Herz, Teufel im Kopf |              | Bazzazian, Farhot                      | 3:36  |
| 7  | Russisch Roulette             |              | Bazzazian                              | 2:30  |
| 8  | 1999 Pt. II                   |              | Bazzazian                              | 1:01  |
| 9  | Schmeiß den Gasherd an        |              | Jimmy Torrio, Bazzazian (Co), Sti (Co) | 3:42  |
| 10 | Azzlackz sterben jung 2       |              | Bazzazian                              | 3:28  |
| 11 | Anna Kournikova               | Miss Platnum | Bazzazian                              | 3:48  |
| 12 | Haram Para                    | Kaaris       | Fantomm, Therapy 2093                  | 3:42  |
| 13 | Seele                         |              | Bazzazian, Minelli, Steddy             | 2:56  |
| 14 | 1999 Pt. III                  |              | Bazzazian                              | 2:34  |

Remixversion der Deluxe-Edition
| #  | Titel                                       | Gastmusiker            | Produzenten                            | Länge |
| -- | ------------------------------------------- | ---------------------- | -------------------------------------- | ----- |
| 1  | Ihr Hurensöhne (Babos Remix)                | Capo, Hanybal          | Bazzazian                              | 3:56  |
| 2  | 1999 Pt. I (Babos Remix)                    | Doe                    | Bazzazian                              | 2:48  |
| 3  | Lass die Affen aus’m Zoo (Babos Remix)      | K.I.Z                  | Bazzazian                              | 4:11  |
| 4  | Saudi Arabi Money Rich (Babos Remix)        | Samy Deluxe, Sido      | Farhot                                 | 3:33  |
| 5  | Ich rolle mit meim Besten (Babos Remix)     | Marteria               | Bazzazian                              | 3:09  |
| 6  | Engel im Herz, Teufel im Kopf (Babos Remix) | Eko Fresh              | Bazzazian, Farhot                      | 3:36  |
| 7  | Russisch Roulette (Babos Remix)             | Olexesh                | Bazzazian                              | 2:33  |
| 8  | 1999 Pt. II (Babos Remix)                   | Milonair, Hanybal      | Bazzazian                              | 3:00  |
| 9  | Schmeiß den Gasherd an (Babos Remix)        | Xatar, Veysel          | Jimmy Torrio, Bazzazian (Co), Sti (Co) | 5:01  |
| 10 | Azzlackz sterben jung 2 (Babos Remix)       | Celo                   | Bazzazian                              | 3:27  |
| 11 | Anna Kournikova (Babos Remix)               | Miss Platnum, Milonair | Bazzazian                              | 3:48  |
| 12 | Seele (Babos Remix)                         | MoTrip, Abdi           | Bazzazian, Minelli, Steddy             | 3:59  |
| 13 | 1999 Pt. III (Babos Remix)                  | Bausa                  | Bazzazian                              | 3:41  |
| 14 | Ich dreh noch durch                         | Doe                    | Bazzazian                              | 3:21  |
| 15 | Mainhatten Gangs                            | Capo, Doe              | Bounce Brothas                         | 5:11  |

## Chartplatzierungen und Singles
Russisch Roulette stieg am 12. Dezember 2014 auf Platz vier in die deutschen Albumcharts ein und belegte in den folgenden Wochen die Ränge 41 und 68. Insgesamt war es zehn Wochen in den Top 100 vertreten, davon eine Woche in den Top 10. In Österreich erreichte das Album Position zehn und in der Schweiz Platz sieben.
| ChartsChartplatzierungen | Höchstplatzierung | Wochen |
| ------------------------ | ----------------- | ------ |
| Deutschland (GfK)        | 4 (10 Wo.)        | 10     |
| Österreich (Ö3)          | 10 (1 Wo.)        | 1      |
| Schweiz (IFPI)           | 7 (3 Wo.)         | 3      |

Am 10. Oktober 2014 wurde das Lied Saudi Arabi Money Rich als erste Single des Albums veröffentlicht und erreichte Platz 76 der deutschen Charts. Die zweite Auskopplung Lass die Affen aus’m Zoo (Babos Remix) folgte am 14. November und belegte Rang 74 in Deutschland. Zeitgleich mit dem Album erschien am 28. November 2014 die dritte Single Ich rolle mit meim Besten (Babos Remix), die auf Position 48 der deutschen Charts einstieg. Zu den drei Auskopplungen erschienen auch Musikvideos.

## Verkaufszahlen und Auszeichnungen
Russisch Roulette wurde im Jahr 2024 in Deutschland für mehr als 100.000 verkaufte Einheiten mit einer Goldenen Schallplatte ausgezeichnet. Damit ist es das kommerziell erfolgreichste Album des Rappers.

| Land/Region        | Auszeichnungen für Musikverkäufe (Land/Region, Auszeichnung, Verkäufe) | Verkäufe |
| ------------------ | ---------------------------------------------------------------------- | -------- |
| Deutschland (BVMI) | Gold                                                                   | 100.000  |
| Insgesamt          | 1× Gold ·                                                              | 100.000  |

## Rezeption
| Professionelle Bewertungen | Professionelle Bewertungen |
| -------------------------- | -------------------------- |
| Kritiken                   |                            |
| Quelle                     | Bewertung                  |
| laut.de                    | [ 7 ]                      |
| Juice                      | [ 8 ]                      |

David Maurer von laut.de bewertete das Album mit fünf von fünf Punkten und bezeichnete es als „bestes Deutschrap-Album des Jahres.“ Es sprudele „vor mächtigen lyrischen Bildern, wahnwitzigen Wortkreationen, zweckmäßigem Satzbau und unzähligen Akzent- und Sprachvariationen geradezu über.“ Haftbefehls Vortrag mit seinen „grammatikalischen Konstruktionen“ und „klassischen Referenzen“ brenne „sich für die Ewigkeit ins Gedächtnis“ und schaffe großes „Kopfkino.“ Auch das Niveau der Produktionen von Bazzazian wird hochgelobt.
Russisch Roulette gehört zu den wenigen Alben, die vom Hip-Hop-Magazin Juice sechs von sechs Kronen erhielten. Laut Redakteur Jakob Paur zeige es Haftbefehl „auf dem vorläufigen Zenit seines Schaffens.“ Das Album „zieht den Hörer von Beginn an in seinen Bann, erzählt dabei auf unnachahmliche Art viele kleine und große Geschichten zwischen dem Frankfurter Bankenviertel und dem Offenbacher Mainpark und verfolgt ein kohäsives, wenngleich nie monotones Soundbild.“ Es markiere „den längst überfälligen Zeitpunkt, an dem Straßenrap auch fernab aller Genregrenzen auf künstlerischer Ebene ernstgenommen werden muss.“
Bei den Hiphop.de Awards 2014 wurde das Album als Bestes Release national ausgezeichnet und auch von der Juice an die Spitze der Alben national des Jahres gesetzt.